# خانة هاي خداداد أتش بهار
خانة هاي خداداد أتش بهار (بالفارسية: خانه‌های خداداداتش بهار) هي منطقة سكنية تقع في سيستان وبلوتشستان في إيران. يقدر عدد سكانها بـ 176 نسمة بحسب إحصاء 2016.